# Ломайер, Тилль
Тилль Райнхард Ломайер (нем. Till Reinhard Lohmeyer; род. 1950) — немецкий писатель, переводчик и миколог.

## Биография
Тилль Ломайер родился в коммуне Тахинг-ам-Зе в 1950 году. Учился истории и политике в Сиднейском, Мюнхенском и Гамбургском университетах. Несколько лет работал редактором различных книг. С 1988 года Ломайер занимается переводом книг, он перевёл около 50 книг на английском, французском, итальянском и шведском языках на немецкий. Он является членом Немецкого общества писателей. Также Тилль Ломайер изучает микологию, является членом Немецкого микологического общества и Микологического общества Баварии. В настоящее время он также является редактором микологического журнала Mycologia Bavarica.

## Некоторые научные публикации
- Lohmeyer, T.R.; Benkert, D. (1988). Poronia erici — eine neue Art der Xylariales (Ascomycetes). Zeitschrift für Mykologie 54 (1): 93-102.
- Garnweidner, E.; Lohmeyer, T.R.; Marxmüller, H. (1991). Geopyxis foetida Vel., Geopyxis alpina v. Höhnel und nahestehende Taxa — mehr Fragen als Antworten. Zeitschrift für Mykologie 57 (2): 201—214, 1 plate.
- Lohmeyer, T.R. (1991). Mykologische (und andere) Eindrücke aus Australien. Mykologisches Mitteilungsblatt 34 (2): 61-76.
- Lohmeyer, T.R.; Christan, J.; Gruber, O. (1993). Clitocybe puberula Kuyper, Lentaria albovinacea Pilát und anderre pilze auf sägemehlablagerungen bei Burghausen/Oberbayern. Zeitschrift für Mykologie 59 (2): 193—214.
- Lohmeyer, T.R.; Baral, H.O.; Jahn, E. (1995). Pilze auf Helgoland sur mykologie einer ferininsel in der Nordsee. Zeitschrift für Mykologie 61 (1): 79-121.